# Orden de los Pobres Eremitas de San Jerónimo
La Orden de los Pobres Eremitas de San Jerónimo (oficialmente en latín: Ordo Fratrum Eremitarum S. Hieronymi Congregationis b. Petri de Pisis), también conocida como Orden de los Eremitas de San Jerónimo de la Congregación de San Pedro de Pisa, fue una orden religiosa católica, de vida eremítica y de derecho pontificio, fundada por los ermitaños italianos Pedro Gambacorta y Nicolás de Forca Palena en el Monte Cessano de Urbino, a finales del siglo XIV. En 1933 fue suprimido por el papa Pío XI. Los religiosos de este instituto eran conocidos como jerónimos de Cessano y posponían a sus nombres las siglas C.b.P.

## Historia
La orden fue fundada a finales del siglo XIV, en el Monte Cessano, Urbino (Italia), por los monjes Pedro Gambacorta y Nicolás de Forca Palena. Pedro ya había vivido la experiencia eremítica desde 1380, en el mismo monte, pero luego del encuentro en Roma con Nicolás, que había fundado en el Gianicolo un grupo de ermitaños, con algunos bandidos convertidos. Los ermitaños decidieron unirse para dar inicio a una nueva orden religiosa, según atestigua la bula de aprobación del papa Eugenio IV de 1446. Con la unión se dio inicio a un periodo de expansión de la orden en varias localidades italianas, entre estas destacan Forlì, Riva del Garda y Sansepolcro. En 1568 fueron obligados a aceptar la Regla de san Agustín. A pesar del periodo de gloria, la orden comenzó a decaer de tal manera que en 1933, el papa Pío XI la suprimió por obsoleta.

## Organización
La Orden de los Pobres Eremitas de San Jerónimo era una orden religiosa católica, laical, internacional, de monasterios autónomos, de vida eremita y de derecho pontificio. A pesar de la autonomía de cada monasterio, estos reunidos en capítulo, elegían un general que tenía la obligación de visitarlos y mantener la comunión entre ellos.